# Robert Habeck
Robert Habeck (* 2. září 1969 Lübeck) je německý spisovatel a politik, v letech 2021–2025 ministr hospodářství a ochrany klimatu a spolkový vicekancléř v Scholzově vládě.

## Kvalifikace
Po absolvování civilní služby nastoupil v roce 1991 na Freiburskou univerzitu ke studiu filosofie, filologie a germanistiky. V roce 1996 získal magisterský titul na Hamburské univerzitě, kde získal posléze v roce 2000 i titul doktora filozofie. Od roku 1996 je jeho manželkou spisovatelka Andrea Paluchová; společně mají čtyři syny. Je autorem několika románů a překladů anglické poezie.
Od roku 2002 je členem strany Svaz 90/Zelení. Od roku 2012 je členem zemské vlády v Šlesvicko-Holštýnsku, nejprve jako ministr ve vládě Torstena Albiga, poté jako ministr ve vládě Daniela Günthera. Od 27. ledna 2018 do 29. ledna 2022 byl s Annalenou Baerbockovou spolkovým spolupředsedou Svazu 90/Zelených.

## Vicekancléř Německa
Kancléř Olaf Scholz Habecka 8. prosince 2021 jmenoval ministrem hospodářství a klimatu a vicekancléřem.

## Názory
Protože si Německo nezajistilo dostatek paliva pro jaderné elektrárny a neprovádí včas jejich kontroly (bezpečnostní kontroly, které mají probíhat každých 10 let, byly naposledy provedeny před 13 lety), bude lepší než přistoupit k jejich modernizaci, která by vyžadovala čas a peníze, rozvíjet solární a větrné elektrárny. Jaderné elektrárny jsou nebezpečné kvůli nebezpečí kybernetických útoků. Palivo do jaderných elektráren často dodává Rusko, čímž by se Německo mohlo dostat do nové závislosti. Čím dříve dokážeme upustit od užívání uhlí a razantně budovat solární a větrné elektrárny, tím můžeme být nezávislejší v rozhodování o dodávkách energie a bojovat proti klimatickým změnám.

## Rodinný původ
Stejně jako v případě Annaleny Baerbockové i prarodiče Roberta Habecka byli aktivní nacisté. Habeck je vnukem SA-Obersturmführera Kurta Granzowa a pravnukem odsouzeného válečného zločince SS-Brigadeführera (generála SS) Waltera Granzowa, který byl dokonce součástí nejužšího okruhu Adolfa Hitlera a osobním přítelem Josepha Goebbelse, kterému organizoval svatbu.